# Дипразеодималюминий
Дипразеодималюминий — бинарное неорганическое соединение, интерметаллид алюминия и празеодима с формулой AlPr2, кристаллы.

## Получение
- Сплавление стехиометрических количеств чистых веществ:

{\displaystyle {\mathsf {Al+2Pr\ {\xrightarrow {735^{o}C}}\ AlPr_{2}}}}

## Физические свойства
Дипразеодималюминий образует кристаллы ромбической сингонии, пространственная группа P nma, параметры ячейки a = 0,6729 нм, b = 0,5248 нм, c = 0,9759 нм, Z = 4, структура типа силицида дикобальта Co2Si (по другим данным параметры ячейки a = 0,7872 нм, b = 0,9461 нм, c = 1,145 нм).
Соединение образуется по перитектической реакции при температуре 735 °C.